# Salvador Sáinz Rofes
Salvador Sáinz Rofes (Reus, 1950) és un actor, director i escriptor català.
Com escriptor ha publicat diversos llibres de cinema i la novel·la Estruch, dedicada al vampir català Guifred Estruch, el famós comte Estruch, i Los cuentos del conde Estruc, narracions curtes amb el mateix personatge..
Com a actor de cinema ha intervingut en les comèdies catalanes Un submarí a les estovalles (1991) d'Ignasi P. Ferré, Un plaer indescriptible (1993), del mateix director, i Don Jaume el conquistador (1994) d'Antoni Verdaguer, basat en l'obra de Serafí Pitarra (Frederic Soler), entre d'altres.
Posteriorment es dedica al cinema d'animació 3D com a director i guionista dels curts: Cruce de caminos (2003) i Los querubines (2005). Als darrers anys treballa a la webserie Genoma de David Hidalgo i altres curts i films com Vampiras in the Night (2015) i A tu vera (2016) de Manu Ochoa. El 2014 dirigeix el curt Cenizas bajo el mar amb Eva María Milara.